# Herb Sędziszowa Małopolskiego
Herb Sędziszowa Małopolskiego – jeden z symboli miasta Sędziszów Małopolski i gminy Sędziszów Małopolski w postaci herbu.

## Wygląd i symbolika
Herb przedstawia rogacinę srebrną (białą) w słup, rozdartą w wąs, w polu czerwonym, w tarczy hiszpańskiej.

## Historia
Miasto za swój herb przyjęło godło rodziny Odrowążów. Najstarszy znany wizerunek herbu widnieje na pieczęciach miejskich z przełomu wieku XV i XVI. W centrum umieszczony był wizerunek półpostaci Najświętszej Marii Panny z Dzieciątkiem Jezus, poniżej których widniał znak rodowy ówczesnych właścicieli miasta.
Na początku XX wieku herb miasta został zmieniony (prawdopodobnie za przyczyną władz austriackich). Tarcza, umieszczona na kartuszu, podzielona była poziomym pasem. Pole dolne zakreskowane było pionowo a górne ukośnie. W polu górnym umieszczono pół lwa. Herb w takiej postaci został zarzucony wkrótce po odzyskaniu niepodległości.
Zarządzenie Ministra Spraw Zewnętrznych z 3 października 1936 roku opisuje herb Sędziszowa następująco: W polu czerwonym srebrna strzała, z końcami na obie strony zakrzywionymi.